# Sport Club São Paulo
O Sport Club São Paulo é um clube brasileiro de futebol, da cidade de Rio Grande, no estado do Rio Grande do Sul. Foi fundado em 4 de outubro de 1908. 

## História
Adolpho Corrêa, Bartholomeu Casanova, Hermenegildo Bernardelli, José Cuchiara, Antônio Furlanetto e outros, juntamente com o jovem Alexandre Lempek, com apenas 17 anos, poderiam imaginar que na atitude de fundar um clube de futebol popular na cidade do Rio Grande, chegasse ao Centenário.
A plêiade de jovens entusiastas do novel esporte introduzido no início do século por alemães e ingleses, levou ao proletariado formado por filhos de imigrantes portugueses, italianos e poloneses, na sua maioria funcionários da Viação Férrea do Rio Grande do Sul (VFRGS) o desejo de participar na prática do futebol. Impedidos de participar pela elite que dominava o comando do então jovem Sport Club Rio Grande, restava-lhes assistirem os treinamentos na saída das oficinas onde trabalhavam. Eis que na primavera de 1908, quando assistiam um dos treinamentos, viram que num chute mal dado a bola foi parar nas macegas do campo que era fronteiro ao cemitério local. O menino Alexandre Lempek, ajudante de ajustador foi escalado pelos mais velhos a ficar de plantão, na torcida de que o precioso objeto importado fosse esquecido. Terminado o treino, não deu outra a bola perdida foi recolhida e entregue aos jovens idealistas, que às 14h do dia 4 de outubro de 1908, em um terreno a Rua Rheingantz, fronteiro ao Cemitério Católico, que pertencia a Companhia Auxiliar de Estradas de Ferro do Brasil, fundaram o Sport Club São Paulo.
Início difícil, mas já em 1916 nascia o primeiro título municipal, ao qual se somou a mais 23 durante a existência das competições citadinas, tão emocionante, a nova geração não conheceu. Na década de 1920 surge o filho de imigrantes italiano Guerino Sartori, o grande Pé de Ouro com ele o time da Linha do Parque inicia a série do heptacampeonato, culminando com o título Gaúcho de 1933. Título este, conquistado sob a liderança do Capitão Valentin Martinatto e do craque Darcy Encarnação.
As acomodações do estádio já estavam se tornando pequenas, oi velho pavilhão de madeira já não mais suportava a imensa legião de torcedores, o Rubro-verde já era o clube mais popular da cidade. Liderados pelo saudosos Dr. Newton Azevedo, Engº João Rocha e abnegados, inaugura o atual pavilhão social na década de 1940.
Clubes do Rio e São Paulo começaram a iluminar os seus estádios, então é inaugurado, em 1954, o primeiro sistema de iluminação do Sport Club São Paulo. Os postes foram confeccionados de trilhos de trem, gentilmente cedidos pela administração da VFRGS que era quase que na sua totalidade são-paulina.
Aproximava-se o cinquentenário e a dupla Aldo Dapuzzo e Nelson Dionello foram escalados para administrarem o então Caturrita. A conquista do bicampeonato de 1958 -1959 trouxe imensa alegria a nação rubro verde. A façanha de conquistar o título no cinquentenário, só o nosso São Paulo conseguiu. O esquadrão de 58, liderados por Ferrinho, José, Sanchez, Jesus Réquia, o grande Celso e outros diferenciados atletas ajudaram a escrever parte da nossa vitoriosa história.
O início da década de 1960 foi de preocupação para a família são-paulina na área do futebol, o clube não se preparou para as mudanças que estavam ocorrendo no futebol gaúcho, a partir de 1961 promovidas pela então Federação Rio-grandense de Futebol, mas não se descuidou do patrimônio, pois foram inauguradas as arquibancadas da Rua América. Mas em 1968, sob a presidência de Idelfonso João Poester Sobrinho, tendo no comando técnico Nei Amado Costa e um esquadrão de respeito onde Aldo Bernardes foi o grande goleador, o Leão do Parque conquistou o vice-campeonato da então Divisão de Acesso e garantiu vaga para o Campeonato Gaúcho, juntando-se aos coirmãos a elite do futebol gaúcho. Dentro desta década, foi muito festejada pela nação são-paulina, o início da conquista do octacampeonato citadino, 1966-1973.
Jovens ardorosos são-paulinos chegam ao clube, liderados por Pedro Paulo Valente que assume a presidência em 1970, o clube conquista o seu segundo título estadual, o de Campeão Gaúcho da Segunda Divisão em memorável disputa com o Ypiranga de Erexim, à época escrito com x, onde os comandados de Lenir Ferreira venceram o poderoso rival, onde o capitão Flávio Salles comandava a defesa e Jader e Nilo se encarregavam na marcação dos gols.
Está década estava escrita como sendo a de afirmação do São Paulo no cenário estadual e nacional. Em 1977 foi inaugurado o moderno sistema de iluminação na gestão de Jovino Mansan, em 78 e 79 foram realizadas todas as obras de infra-estrutura no estádio, como vestiários, refeitório, e as monumentais arquibancadas conforme cronograma acertado com os presidentes Rubens Hofmeister, Renato Lempek (1978) e Edemir Ribeiro (1979). O terceiro lugar no Gauchão e a participação no Campeonato Nacional – Copa de Prata foram os destaques esportivo, sob a liderança do técnico Ernesto Guedes, atletas como Sérgio, Antônio Carlos, Luiz Carlos, Tadeu e Paulo Barroco, Paulo Ferro, Motor, Astronauta e Valdir Lima, Toquinho Romário e Lettieri encantavam e lotavam o nosso estádio. Festejamos aqui o nome do ex-patrono Aldo Dapuzzo, onde através do seu trabalho e dedicação, liderou todos os movimentos de melhorias enquanto teve saúde. A Copa de Ouro, antigo Campeonato Brasileiro da série A, em 1980 foi extasiante para a Nação São-paulina, corrigidos os rumos de início de campeonato, a direção liderada por Valdomiro Lima foi buscar novamente o técnico Ernesto Guedes, cujo retorno foi marcado pelo jogo contra o Flamengo, comandado por Zico o rubro negro carioca viu o Leão do Parque realizar uma grande partida, cujo empate em zero a zero foi festejado pelos principais jornais do Rio de Janeiro. Naquela equipe destacavam-se Carlão, Paulo César Tatu, Néia e o rio-grandino Almir.
Marco Eugênio foi o técnico escolhido por Domingos Escovar que comandou o futebol em 1981 sob a presidência de Renato Lempek, outro ano de gala para a torcida rubro verde. Neste ano, o Leão foi o quarto colocado no Campeonato Gaúcho, realizou uma viagem vitoriosa a Colômbia, Equador e Venezuela, conquistou a Copa Governador do estado e disputou o Campeonato Nacional, que se chamava Copa de Prata.
O ano de 1985 reservava grandes surpresas e alegrias do São Paulo, disputou a Segunda Divisão, o clube foi convidado para disputar a Copa Sesquicentenário da Revolução Farroupilha. Jamais seus organizadores poderiam imaginar que o São Paulo chegaria ao título, disputando com as equipes principais de Grêmio e Internacional Sob a presidência de Ernani Freire, tendo no comando técnico Jaime Schimidt e o prof. Pedro Pepe, jogadores rio-grandinos como Nando, Paulo Barroco e Luizinho.
Nos 80 anos do Leão do Parque em 1988 o hino do clube foi oficializado, através de concurso realizado, que constava da programação de aniversário, cuja vencedora foi a senhora Raquel Rodrigues de Farias. Início da década de 1990, mais precisamente em 91 o Conselho Deliberativo do clube se mobiliza e convida Manoel Jorge Feijó da Silva para assumir o comando Rubro-verde, o ex-presidente Francisco Borges assume o comando do futebol e o técnico Francisco Neto, o Chiquinho, é contratado com a missão de trazer o clube ao convívio da Primeira Divisão. Uma equipe de jogadores foi trazida de fora das fronteiras do nosso Rio Grande, mas foi nos pés de Toquinho, que retornava ao São Paulo, que em um jogo memorável em Bagé, onde aquela cidade não esperava uma imensa presença de torcedores rubro-verdes, o São Paulo venceu e voltou classificado para o Gauchão de 1992.
Já no início do novo século, a diretoria comandada por Egas Schowshow foi buscar uma parceria junto com o já conhecido e amigo do clube Ernesto Guedes, retornando em 2001 a elite do futebol gaúcho. O São Paulo permaneceu na elite até o ano de 2002, quando novamente foi rebaixado à Segundona Gaúcha.
Com a proximidade do centenário, comemorado em 2008, uma comissão formada por ex-presidentes e torcedores autênticos, começou a trabalhar na confecção da programação. Foi nas reuniões semanais da Comissão do Centenário que foi estruturada a nova composição do Conselho Deliberativo, o I Simpósio do Leão do Parque – Planejamento Estratégico foi realizado no Salão Nobre do Colégio Marista São Francisco, começava a se chegar à Comissão o empresário Ivo Artigas Costa, convidado pela presidente do Conselho Deliberativo Mirim Fritzen. Através de uma radiografia que foi realizada, pode-se avaliar a situação real que o clube se encontrava. Coragem não faltou a Ivo Artigas, que aceitou comandar o clube no ano do Centenário e com tantos problemas a serem sanados. Imprimiu. Ele uma administração diferente, a partir do trabalho com profissionais remunerados.
Através dos bons resultados iniciais dentro do campo, com o quarto lugar na Segundona Gaúcha de 2008 e 2010, a autoestima do torcedor foi recuperada, o estádio Aldo Dapuzzo, já desacostumado com as multidões, volta ao seu colorido habitual do século passado e todos aqueles torcedores que sempre carregaram as cores em seus corações retornaram, assim como essa paixão foi amplamente germinada em torcedores mais jovens e de novos habitantes da cidade com a criação do Polo Naval. Esta nova fase inaugurada pelo centenário do clube representa uma grande retomada que está em curso no presente momento e tem gerado bons frutos como o acesso à elite do futebol gaúcho em 2013 e as boas campanhas nos estaduais de 2014 e 2015.
No campeonato gaúcho de 2018 o clube acabou sendo rebaixado para a Divisão de Acesso na lanterna. No ano de 2022, o clube sofreu o golpe mais duro de sua história sendo rebaixado a Segunda Divisão Gaúcha (nome dado a terceira divisão).
Em 2023 e 2024, bateu na trave na busca pelo acesso para a Série A2. Na segunda ocasião, perdeu nos pênaltis para o Gramadense. Em 2025, irá para a sua terceira temporada consecutiva na Terceira Divisão Gaúcha.

## Títulos
Campeão invicto
| ESTADUAIS             | ESTADUAIS                                                    | ESTADUAIS             | ESTADUAIS |
|                       | Competição                                                   | Títulos               | Temporadas |
|                       | Campeonato Gaúcho                                            | 1                     | 1933 |
|                       | Campeonato Gaúcho 2° - Divisão                               | 2                     | 1967 e 1970 |
|                       | Campeonato do Interior                                       | 1                     | 1933 |
| MUNICIPAIS            | MUNICIPAIS                                                   | MUNICIPAIS            | MUNICIPAIS |
|                       | Competição                                                   | Títulos               | Temporadas |
|                       | Campeonato Citadino                                          | 31                    | 1916, 1918, 1920, 1923, 1927, 1928, 1929, 1930, 1931, 1932, 1933, 1935, 1943, 1945, 1952, 1954, 1958,1959, 1966, 1967, 1968, 1969, 1970, 1971, 1972, 1973, 1980, 1987, 2004, 2009 e 2020 |
|                       | Taça Cidade do Rio Grande                                    | 1                     | 1980 |
| CAMPANHAS EM DESTAQUE | CAMPANHAS EM DESTAQUE                                        | CAMPANHAS EM DESTAQUE | CAMPANHAS EM DESTAQUE |
|                       | Competição                                                   | Conquistas            | Temporadas |
| Rio Grande do Sul     | 1º Turno do Campeonato Gaúcho de Futebol - Divisão de Acesso | 1                     | 2013 |
| Rio Grande do Sul     | Vice Campeão Gaúcho de Futebol 2° - Divisão                  | 3                     | 1985, 2000 e 2013 |
| --------------------- | ------------------------------------------------------------ | --------------------- | --- |

## Artilheiros
- Artilheiros do Campeonato Gaúcho

1. Alberto Fossatti (Cardeal) - 1933.
2. Darci Encarnação - 1933.

- Artilheiros do Campeonato Gaúcho - Série B

1. Marcos Milhão - 2000 (12 gols).[11]
2. Édson - 1985 (11 gols).
3. Rodinaldo - 1985 (11 gols).
4. Aylon - 2013 (9 gols).[12]
5. Cesar Leônidas - 1979 (8 gols).

## Histórico em competições oficiais

### Campeonato Gaúcho - Série A
| Ano  | Posição | Ano  | Posição | Ano  | Posição | Ano  | Posição | Ano  | Posição |
| 1933 | 1º      | 1968 | 14º     | 1969 | 17º     | 1971 | 19º     | 1972 | 14º     |
| 1975 | 19º     | 1978 | ?º      | 1979 | 4º      | 1980 | 8º      | 1981 | 5º      |
| 1982 | 5º      | 1983 | 7º      | 1984 | 14º     | 1986 | 12º     | 1987 | 8º      |
| 1988 | 11º     | 1989 | 14º     | 1991 | 14º     | 1992 | 15º     | 1993 | 11º     |
| 1994 | 23º     | 1996 | 23º     | 1997 | 23º     | 1998 | 23º     | 2001 | 10º     |
| 2002 | 16º     | 2014 | 9º      | 2015 | 13º     | 2016 | 6º      | 2017 | 9º      |
| 2018 | 12º     |      |         |      |         |      |         |      |         |

### Campeonato Gaúcho - Série A2
| Ano  | Posição | Ano  | Posição | Ano  | Posição | Ano  | Posição | Ano  | Posição |
| 1970 | 1º      | 1977 | 3º      | 1985 | 2º      | 1990 | ?º      | 1995 | ?º      |
| 1999 | 14º     | 2000 | 2º      | 2003 | 9º      | 2004 | 12º     | 2005 | ?º      |
| 2006 | ?º      | 2007 | 18º     | 2008 | 6º      | 2009 | 13º     | 2010 | 4º      |
| 2011 | 9º      | 2012 | 7º      | 2013 | 2º      | 2019 | 5º      | 2021 | 6º      |
| 2022 | 15º     |      |         |      |         |      |         |      |         |

### Campeonato Gaúcho - Série B
| Ano  | Posição |
| 2023 | 8º      |
| 2024 | 4º      |
| ---- | ------- |

### Campeonato Brasileiro - Série A
| Ano  | Posição |
| ---- | ------- |
| 1979 | 42º     |
| 1980 | 41º     |
| 1982 | 31º     |

### Campeonato Brasileiro - Série B
| Ano  | Posição |
| ---- | ------- |
| 1981 | 27º     |
| 1982 | 3º      |

### Campeonato Brasileiro - Série D
| Ano  | Posição |
| ---- | ------- |
| 2016 | 35º     |
| 2017 | 60º     |

## Temporadas
| Campeonato Gaúcho | Campeonato Gaúcho | Campeonato Gaúcho | Campeonato Gaúcho | Campeonato Gaúcho | Campeonato Gaúcho | Campeonato Gaúcho | Campeonato Gaúcho | Campeonato Gaúcho | Campeonato Gaúcho | Campeonato Gaúcho | Copa FGF    |
| Ano               | Div.              | Pos.              | Pts.              | J                 | V                 | E                 | D                 | GP                | GC                | SG                | Fase máxima |
| ----------------- | ----------------- | ----------------- | ----------------- | ----------------- | ----------------- | ----------------- | ----------------- | ----------------- | ----------------- | ----------------- | ----------- |
| 2008              | A2                | 6º                | 54                | 39                | 13                | 9                 | 15                | 49                | 56                | -7                | 1F          |
| 2009              | A2                | 13º               | 28                | 24                | 8                 | 4                 | 12                | 32                | 40                | -8                | —           |
| 2010              | A2                | 4º                | 54                | 36                | 16                | 6                 | 14                | 44                | 41                | +3                | —           |
| 2011              | A2                | 9º                | 33                | 26                | 11                | 6                 | 9                 | 37                | 34                | +3                | QF          |
| 2012              | A2                | 7º                | 41                | 28                | 11                | 8                 | 9                 | 42                | 41                | +1                | QF          |
| 2013              | A2                | 2º                | 24                | 15                | 6                 | 6                 | 3                 | 23                | 16                | +7                | OF          |
| 2014              | A                 | 10º               | 17                | 15                | 4                 | 5                 | 6                 | 17                | 20                | -3                | 1F          |
| 2015              | A                 | 13º               | 14                | 15                | 3                 | 5                 | 7                 | 12                | 19                | -7                | —           |
| 2016              | A                 | 6º                | 18                | 14                | 5                 | 3                 | 6                 | 17                | 23                | -6                | —           |
| 2017              | A                 | 9º                | 12                | 11                | 3                 | 3                 | 5                 | 11                | 26                | -5                | —           |
| 2018              | A                 | 12º               | 6                 | 11                | 1                 | 3                 | 7                 | 4                 | 12                | -8                | —           |
| 2019              | A2                | 5º                | 27                | 16                | 7                 | 6                 | 3                 | 15                | 12                | +3                | —           |
| 2020              | A2                | Cancelado         | Cancelado         | Cancelado         | Cancelado         | Cancelado         | Cancelado         | Cancelado         | Cancelado         | Cancelado         | —           |
| 2021              | A2                | 6º                | 19                | 16                | 5                 | 4                 | 7                 | 17                | 17                | 0                 | —           |
| 2022              | A2                | 15º               | 11                | 14                | 2                 | 5                 | 7                 | 12                | 22                | -10               | —           |
| 2023              | B                 | 8º                | 9                 | 8                 | 2                 | 3                 | 3                 | 7                 | 8                 | -1                | —           |
| 2024              | B                 | 4º                | 10                | 8                 | 3                 | 1                 | 4                 | 10                | 11                | -1                | 1F          |

## Torcida
A torcida do Sport Club São Paulo é considerada uma das maiores do estado. Em 2008, foi o clube do interior do RS com maior média de público e renda de todas as divisões.
- Torcida Mancha Rubro Verde, ou pelo acrônimo MRV, é a torcida organizada em atividade do Sport Club São Paulo da cidade de Rio Grande. Foi Fundada 18 de Outubro de 1991, localizada no bairro Parque. Conhecida desde o início de sua fundação, como a "Terror da Zona Sul", começou com um grupo de jovens torcedores, até o fim da década de 1990 era a 4º maior Torcida organizada do clube, atrás de antigas torcidas; Leões da Fiel, Coração do Leão e Garra Jovem. Em 2010 após a renovação total de sua Diretória, reformou todo seu patrimônio, fortalecendo sua padronização (Branca), e vem crescendo e se destacando como uma das grandes torcidas do Interior do Estado. Em julho de 2012, integrantes da torcida aderiram à campanha de doação em prol do banco de sangue da Santa Casa de Rio Grande.[14]

## Rivalidade
O São Paulo joga dois clássicos na sua cidade: um contra o Rio Grande (chamado Rio-Rita) e o outro contra o Rio-Grandense (chamado Catu-Rio ou Rio-Rita). Também joga o clássico regional contra o Brasil de Pelotas.

## Estádio
O São Paulo manda seus jogos no estádio próprio Aldo Dapuzzo, com capacidade atual para 8.800 pessoas (aprox.).